# Lew Rockwell
Llewellyn Harrison Rockwell Jr. (1º de julho, 1944), mais conhecido como Lew Rockwell, é um autor, editor, e consultor político norte-americano com visões libertárias e conservadoras. Foi chefe de gabinete do deputado norte-americano Ron Paul, é fundador e presidente do Mises Institute, uma instituição sem fins lucrativos voltada para a Escola Austríaca de economia, e editor de publicações controversas - seu website pessoal LewRockwell.com, e o boletim Ron Paul Newsletters.
No início dos anos 70, Rockwell trabalhou na Arlington House publishers, através da qual conheceu os trabalhos de Ludwig Von Mises, posteriormente conhecendo Murray Rothbard, que transformou sua visão política e econômica, Rockwell tornando-se um proponente da Escola Austríaca de economia e um libertário. Nos anos 90, passou a tomar uma posição conservadora no âmbito cultural, mantendo sua visão anti-Estado.
Entre 1978 e 1982, foi chefe de gabinete de Ron Paul, então deputado dos Estados Unidos. Em 1982 fundou o Mises Institute junto de Rothbard, no Alabama, onde Rockwell ainda atua como presidente do conselho.
Em 1999 lançou seu site pessoal, LewRockwell.com, que hospeda artigos de editores diversos sob o lema "anti-guerra, anti-Estado, pró-mercado". O site foi criticado por hospedar textos de autores negacionistas da VIH/SIDA e antivacina. Em 2008, Rockwell participou da publicação de um boletim de notícias sob o nome de Ron Paul Newsletters que gerou controversa por publicar textos de cunho preconceituoso e racista. Apesar dos textos terem sido escritos de forma anônima, Rockwell foi acusado por diversas fontes de ser seu principal autor, fato que ele nega, apesar de admitir a participação na publicação. Ron Paul, que não esteve envolvido na publicação, diz, através de seu porta-voz, tomar para si a responsabilidade da mesma por "ter sido publicada em seu nome e escapado sua vigia".

## Início de carreira
Rockwell nasceu em Boston, Massachusetts, em 1944. Após a faculdade, Rockwell trabalhou para a Arlington House publishers, onde conheceu os trabalhos de Ludwig von Mises.
Nos anos 70, Rockwell trabalhou no Hillsdale College com relações públicas e arrecadação de recursos. Rockwell conheceu Murray Rothbard em 1975, que diz ter-lhe convencido a abandonar o minarquismo e rejeitar o Estado completamente.

## Gabinete de Ron Paul
Rockwell foi chefe do gabinete de Ron Paul no congresso dos Estados Unidos de 1978 a 1982. e consultor político do Partido Libertário em 1988, durante a campanha presidencial de Ron Paul à presidência dos Estados Unidos, em 1988. Foi vice-presidente do comitê exploratório para a corrida presidencial de Ron Paul em 1992.

## Mises Institute

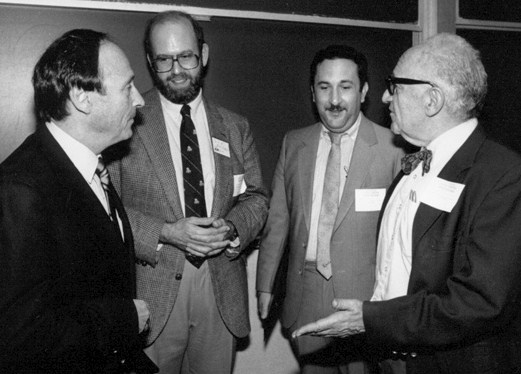
Burton Blumert, Rockwell, David Gordon, e Murray Rothbard.

Em 1982, Rockwell fundou o Ludwig von Mises Institute em Auburn, no Alabama, sendo presidente do conselho.

## Paleolibertarianismo
Em 1985, Rockwell tornou-se editor do Conservative Digest. Durante os anos 90, Rothbard, Rockwell e outros passaram a descrever as suas visões políticas como paleolibertárias, a fim de enfatizar seu posicionamento de conservadorismo cultural, mantendo suas visões anti-Estado.
Em uma entrevista em 2007, Rockwell afirmou que não se considerava mais um "paleolibertário", e que contentava-se com o termo "libertário". Explicou que "o termo paleolibertário se tornou confuso devido a sua associação com o paleoconservadorismo, passando a significar libertarianismo com conservadorismo social, o que não era o ponto...".

## LewRockwell.com
O site de Rockwell, LewRockwell.com, criado em 1999, publica artigos de editores diversos, além de hospedar um podcast. Seu lema é "anti-guerra, anti-Estado, pró-mercado". Em março de 2007, estava entre os dez mil sites mais visitados nos Estados Unidos.
Brian Doherty escreveu que o site e seus editores associados ao Mises Institute tendem a enfatizar problemas causados pelo governo nos Estados Unidos e no exterior. O escritor conservador Jonah Goldberg, da National Review, escreveu que o site de Rockwell realiza ataques regulares a figuras proiminentes do conservadorismo nos Estados Unidos. Um escritor do The American Conservative descreve o site como "uma fonte indispensável" de notícias sobre Ron Paul. O site foi criticado por hospedar textos de autores negacionistas da VIH/SIDA, e de autores antivacina.

## Ron Paul Newsletters
A revista Reason aponta que Rockwell foi um dos fundadores e vice-presidente da Ron Paul & Associates uma das editores do Ron Paul Newsletters, uma série de boletins controversos sob o nome de Ron Paul.
Em janeiro de 2008, durante a campanha presidencial de Ron Paul, James Kirchick do The New Republic revelou uma série de publicações do boletim com visões preconceituosas e racistas. Por exemplo, um boletim continha o slogan "Sodomia = Morte" e afirmava que homossexuais com SIDA "ganhavam a pena e atenção que vem junto com estar doente". Kirchick observa que os boletins não continham informação de autoria. Diversas fontes afirmam que Rockwell escrevia-os de forna anônima; Rockwell é listado como um editor em algumas cópias dos boletins e como o único editor de algumas edições. A revista Reason relatou que "meia dúzia de ativistas libertários, alguns ainda próximos de Ron Paul" teriam identificado Rockwell como o principal autor anônimo dos boletins, bem como o ex chefe de gabinete de Ron Paul, John W. Robbins.
Rockwell admitiu a Kirchick que esteve envolvido na publicação dos boletins mas negou a autoria anônima das publicações. Ele afirmou que havia diversos autores freelancer envolvidos na publicação dos boletins e que aquele encarregado das publicações teria deixado o boletim "sob circunstâncias infelizes", mas Rockwell não o identificou. Ron Paul repudiou o conteúdo dos boletins e afirmou não estar envolvido em suas operações diárias ou conteúdo. Em 2011, o porta-voz de Ron Paul, Jesse Benton, diz que Paul "toma para si a responsabilidade moral, pois o boletim foi escrito sob seu nome e passou despercebido por sua vigia".

## Livros

### Autor
- Speaking of Liberty (2003; online e-book) ISBN 0-945466-38-2
- The Left, The Right, and The State (2008; online e-book) ISBN 978-1-933550-20-6
- Against the State: An Anarcho-Capitalist Manifesto (2014) ISBN 0990463109
- Fascism vs. Capitalism (2013) ISBN 1494399806
- Against The Left: A Rothbardian Libertarianism (2019) ISBN 978-0-9904631-5-3

### Editor
- Man, Economy, and Liberty: Essays in Honor of Murray N. Rothbard (with Walter Block) (1986; online e-book) ISBN 99911-786-2-7
- The Free Market Reader (1988; online e-book)ISBN 0-945466-02-1
- The Economics of Liberty (1990; online e-book) ISBN 0-945466-08-0
- The Gold Standard: Perspectives in the Austrian School (1992; online e-book), ISBN 0-945466-11-0
- Murray N. Rothbard: In Memoriam (1995; online e-book) ISBN 0-945466-19-6
- The Irrepressible Rothbard (2000; online e-book – Rockwell's introduction) ISBN 1-883959-02-0